# 청주 청주한씨 시조제단비
청주 청주한씨 시조제단비(淸州 淸州韓氏 始祖祭壇碑)는 충청북도 청주시 상당구 운동동에 있는, 청주 한씨 시조인 한란(韓蘭)의 유적지에 세워놓은 비이다. 1990년 12월 14일 충청북도의 유형문화재 제169호로 지정되었다.

## 개요
청주 한씨 시조인 한란(韓蘭)의 유적지에 세워놓은 비이다.
땅 속에 묻혀버린 받침돌 위에 비몸과 지붕돌을 올리고 있는데 비몸이 약간 서쪽으로 기울었고 비문이 심하게 닳아 읽기 어려운 실정이다. 비문에는 한란의 내력을 자세히 서술하여 모든 후손들이 제사 때마다 읽고 알 수 있도록 하였다.
조선 선조 38년(1605) 당시 청주목사였던 한백겸이 청주 한씨 시조인 한란의 유적을 고증하여 찾은 뒤, 후손들이 이 터를 기억하도록 비를 세운 것으로, 그의 동생인 이조참판 한준겸이 비문을 지었다. 이 때에 위토를 마련하여 제단을 쌓고 담을 둘러 경계를 표시해 놓았다.
17세기 역사지리학의 대가이며 청주한씨 후손인 한백겸에 의해 시조의 옛 터가 고증되어 세운 비라는 점에서 커다란 역사적 가치를 지닌다.

## 참고 자료
- 청주 청주한씨 시조제단비 - 국가유산청 국가유산포털